# Hersilia occidentalis
Hersilia occidentalis là một loài nhện trong họ Hersiliidae.
Loài này thuộc chi Hersilia. Hersilia occidentalis được miêu tả năm 1907 bởi Eugène Simon.